# Жизнь и судьба
«Жизнь и судьба» — роман-эпопея Василия Гроссмана о событиях Великой Отечественной войны, написанный в 1950—1959 годах. Завершает дилогию, начатую романом «За правое дело» (1952). В отличие от первой части, соответствующей канонам соцреализма, вторая часть написана после смерти Сталина и содержит резкую критику сталинизма. В СССР первая публикация состоялась во время Перестройки, в 1988 году. Наиболее полная редакция увидела свет в 1990 году. Роман нередко называют «Войной и миром» 20-го века.

## Сюжет
Действие романа охватывает период Сталинградской битвы, с сентября 1942 по февраль 1943 года. Сталинградская битва находится в центре сюжета романа, в котором множество героев, чьи судьбы лишь частично связаны между собой. Связующим стержнем романа является семья Шапошниковых, судьбы их родственников и знакомых.
Александра Владимировна Шапошникова до революции окончила по естественному отделению Высшие женские курсы. После смерти мужа она одно время была учительницей, затем работала химиком в бактериологическом институте, а затем заведовала лабораторией по охране труда.
У Александры Владимировны три дочери (Людмила, Маруся и Женя) и сын Дмитрий (Митя).
Сын Людмилы от первого мужа — Толя — погиб на фронте в 1942 году. Первый муж бросил её с грудным ребёнком, запретив дать Толе фамилию Абарчук. Сам Абарчук был арестован во время террора 1937—1938 годов и позже убит в лагере одним из уголовников. Второй муж Людмилы — Виктор Штрум (прототип — Лев Штрум), еврей — физик-теоретик, доктор наук и член-корреспондент АН СССР, совершил крупное открытие, но подвергается в институте антисемитским гонениям. Дочь Людмилы и Виктора — Надя — живёт с родителями. Мать Виктора погибает в Бердичеве при массовом расстреле евреев (так же, как погибла мать самого Василия Гроссмана в его родном Бердичеве).
Маруся погибает во время боев за Сталинград и там остаются её муж и дочь Вера. Вера работает в госпитале, знакомится с раненым лётчиком Викторовым. После выписки Викторова отправляют на фронт, молодые люди даже не успевают попрощаться. Вскоре Викторов героически погибает в воздушном бою.
Женя уходит от своего первого мужа Николая Крымова из-за его непробиваемой партийности в период раскулачивания. Женя влюбляется в офицера-танкиста Новикова. Впоследствии, когда Крымова арестовывают, она носит ему передачи на Лубянку.
Дмитрий Шапошников и его жена Ида арестованы во время террора 1937—1938 годов. Их сын Серёжа почти всю свою жизнь живёт с бабушкой, потом воюет в Сталинграде.
Другой связующей сюжетной линией романа являются судьбы старого большевика Мостовского, военного врача Левинтон и водителя Семёнова, которые вместе попали в немецкий плен в начале Сталинградской битвы.
Семёнова отправляют в сборный лагерь военнопленных, а затем, умирающего от голода, везут в эшелоне на запад, но на одной из станций на Украине его пожалел и освободил немецкий комендант. Семёнов с трудом добрался до ближайшей деревни, где его спасла украинская крестьянка.
Мостовского отправляют в концентрационный лагерь, где высокопоставленный чин РСХА Лисс заводит с ним разговор о том, что у Мостовского нет оснований ненавидеть нацизм, поскольку Гитлер лишь учился у Сталина и «кто на нас смотрит с ужасом, тот и на вас смотрит с ужасом». Мостовской не может это принять, его страшат такие мысли, но он так же, как Крымов, не может не думать о том, насколько реальность сталинского государства, становящегося все более и более националистическим, отличается от революционных идеалов, которым Мостовской и Крымов были верны с молодости. В конце романа Крымов, находящийся под следствием по доносу о знакомстве с Троцким, прекращает попытки примириться с перерождением советской системы и открыто обвиняет посадивших его в предательстве идей большевизма.
Левинтон как еврейку отправляют вместе с другими евреями в лагерь смерти, где она погибает в газовой камере.
Методично и безжалостно осуществляемый нацистами и их пособниками геноцид евреев, Холокост, является одной из главных тем романа. В романе также неоднократно упоминаются сталинский террор 1937—1938 годов, раскулачивание, массовый голод на Украине в 1933 году. Гроссман сопоставляет эти события и рассуждает об ответственности простого человека, вовлечённого тоталитарным государством в такие кампании. Гроссман утверждает, что у человека всегда есть выбор, даже если это выбор между соучастием в уничтожении других людей и собственной смертью. Именно такой выбор делает заключённый в концлагерь толстовец Иконников, отказавшийся работать на постройке газовой камеры.
Другой основной темой романа является противостояние природной доброты человека и внушаемой ему государством ненависти к врагам. Гроссман описывает, как советский разведчик Климов и немецкий солдат, обнаружив, что они укрылись от артобстрела в одной снарядной воронке, не стали убивать друг друга, как немецкий комендант, пожалев, освободил Семёнова, как немцы, которые во время своего победного наступления относились к русским как к «унтерменшам», попав в окружение в развалинах разрушенного ими Сталинграда, голодая и замерзая, начинают видеть в таких же голодающих и замерзающих жителях города людей, подобных себе, как жительница освобождённого Сталинграда, наблюдающая за тем, как немецкие пленные достают тела из подвала бывшего здания гестапо и готовая растерзать пленных, неожиданно для себя самой суёт немецкому офицеру кусок хлеба.

## История публикации

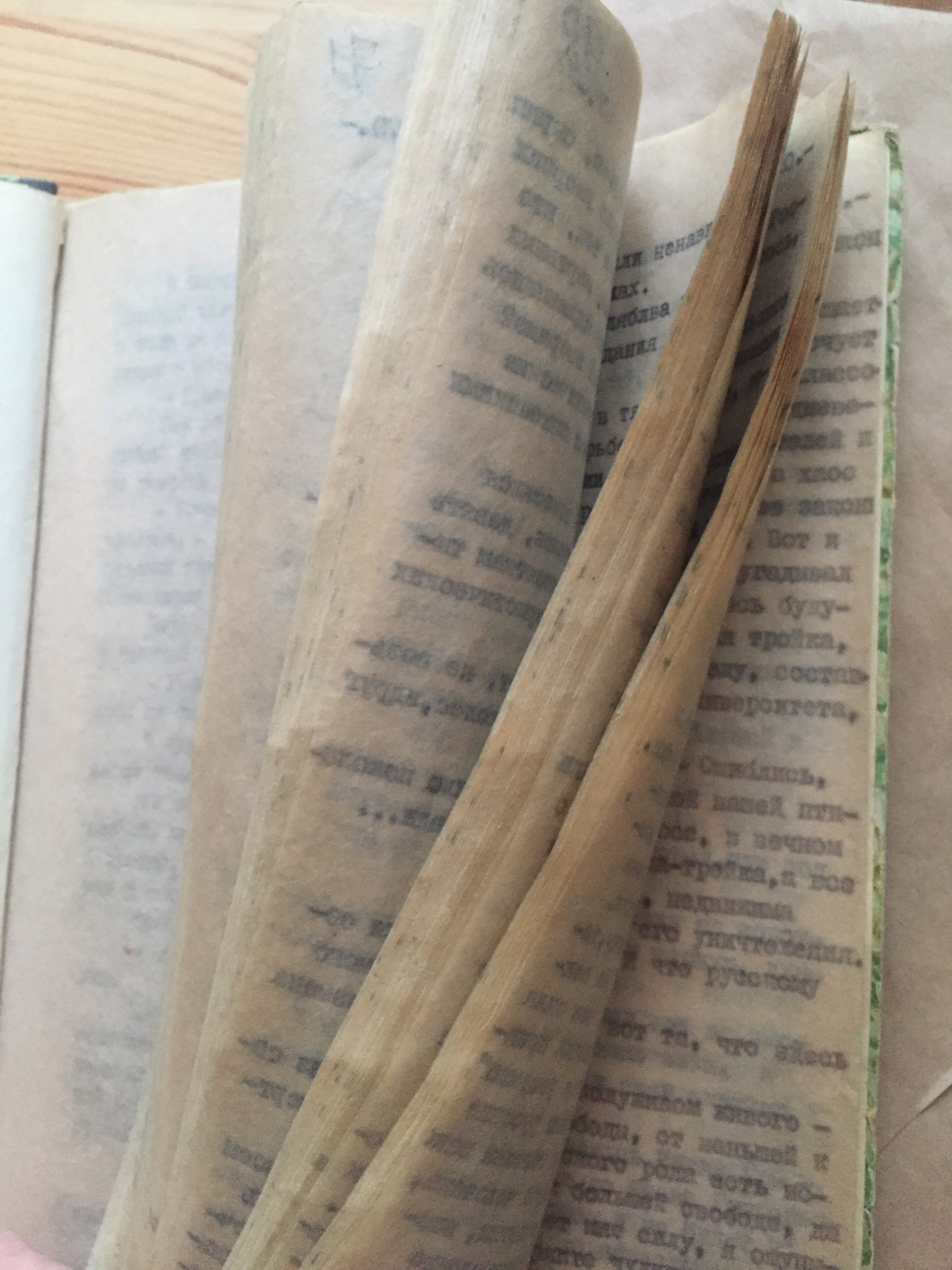
Самиздатовская копия произведений Гроссмана

Обсуждение романа на редколлегии журнала «Новый мир»[уточнить] состоялось 19 декабря 1960 года. Его признали «антисоветским». Рукопись и машинописные экземпляры были изъяты у писателя 14 февраля следующего года.
В начале 1961 года все экземпляры рукописи были конфискованы Комитетом государственной безопасности в результате обыска, произведённого у писателя. Согласно ряду источников, произошло это после того, как главный редактор журнала «Знамя» Вадим Кожевников, которому Гроссман принёс для ознакомления рукопись романа, передал её в ЦК КПСС (по другим данным — в КГБ). Широко бытующая версия о том, что Вадим Кожевников передал свой экземпляр в КГБ, не имеет никаких документальных и свидетельских доказательств. При этом дочь Вадима Кожевникова, Надежда Кожевникова, отрицает передачу её отцом информации о романе в «карательные органы» и считает, что «…рукопись такого объёма, да ещё со столь опасными прозрениями, параллелями Гитлер-Сталин, фашизм-коммунизм — должна была быть направлена в ЦК, в идеологический сектор» в любом случае.
А. И. Солженицын, знавший историю журнала «Новый мир» из первых рук, писал в книге «Бодался телёнок с дубом»: «Я помню, как роман Гроссмана забрали именно из новомировского сейфа».
Через 9 дней Гроссман обратился с письмом к Н. С. Хрущёву, в котором просил разъяснить судьбу книги. В ответ Михаил Суслов пригласил автора на беседу в ЦК. Гроссману было заявлено, что книга печататься не будет.
Сохранившаяся у поэта Семёна Липкина копия романа в середине 1970-х годов, уже после смерти писателя, с помощью А. Д. Сахарова, Б. Окуджавы и В. Н. Войновича была вывезена на Запад и впервые опубликована в Швейцарии в 1980 году.
В СССР роман был опубликован только во времена горбачевской Перестройки.
Ещё одна рукопись, последняя и наиболее полная с последними правками писателя, неожиданно обнаружилась в Малоярославце в октябре 1988 года. Всё время, начиная с 1960 года она хранилась у друга Гроссмана — Вячеслава Ивановича Лободы, а позже у его вдовы Веры Ивановны Лободы. Рукопись вместе с её хранителем побывала на Чукотке, затем попала в Малоярославец, где семья Лободы приобрела дом. Сам Гроссман неоднократно приезжал к своему другу детства в Малоярославец и имел возможность работать над рукописью. О рукописи знал Юлий Ким, в одно время с Лободой работавший на Чукотке и, вероятно, встречавшийся там с ним. Благодаря Юлию Киму о тайном экземпляре рукописи стало известно малоярославецкому краеведу Галине Гришиной, а затем и приёмному сыну Гроссмана — Фёдору Губеру. В последующих публикациях романа «Жизнь и судьба» пробелы из рукописи переданной Липкиным были заполнены из вновь обнаруженной рукописи хранившейся у Лободы. В этой же рукописи обнаружилось посвящение «Моей матери Екатерине Савельевне Гроссман».

## Оценки
Друг Гроссмана Семён Липкин так описал свои впечатления от прочтения рукописи романа:

Не сразу понял я, читая книгу, что иной связью, куда более сложной, чем я думал раньше, связаны жизнь и судьба. Эта связь непостижна нашему разуму. Судьбу не изменишь, её рождает жизнь, а жизнь есть Бог. И напрасно писатели, философы, политики гадают, что было бы с Россией, если бы умнее был царь Николай, серьёзней и деятельней Керенский. Всё это пустые разговоры. Путём, ей определённым, пошла Россия, и на этом пути, как светильники надежды, светятся Берёзкин, Греков, Штрум, Ершов, Левинтон, Иконников. Я не знаю, возможно ли Царство Божие на земле, но твёрдо знаю, что Царство Божие есть в нас. Поэтому мы сильнее зла, Россия сильнее зла.

Александр Солженицын в статье «Приёмы эпопей» положительно отозвался о дилогии как о художественном произведении, особенно о «Жизни и судьбе»: «Кончая дилогию: при всей разносоставности, разномысленности, разнотонности двух томов — нельзя отказать в большом уважении к размерам замысла, к терпеливой, настойчивой, многообъёмной работе автора и нередким вспышкам яркой художественности в разных местах её небосклона. Дилогия эта — конечно вклад в русскую литературу, и притом — на коренном пути её традиции». Недостатками дилогии Солженицын назвал несостоятельное изображение Германии, композицию, построенная на ветвях одной семьи, неудачное изображение некоторых персонажей и бледность языка и отсутствие «живого и народного диалога». Позже он опубликовал статью «Дилогия Василия Гроссмана», в которой больше внимания уделял политической стороне дилогии: «На примере Василия Гроссмана выпукло изобразился тот путь, который столь многие из нас одолевали мучительным ползком в советское время. Путь не только через цепкие тернии внешней цензуры, но и сквозь собственную советскую замутнённость». В новой статье Солженицын оценивает «За правое дело» как устаревший соцреалистический роман со «значительными достоинствами», а «Жизнь и судьбу» критикует за неправдоподобные эпизоды и рассуждения, которые, как он считает, вставлены из-за надежды автора напечатать произведение в СССР. Вторую часть дилогии он критикует за противоречия с первой, однако оценивает правдивое изображение советской жизни и смелость поднятых тем, а также за основную политическую идею романа — «моральную тождественность немецкого национал-социализма и советского коммунизма».
Иначе отозвался близкий к Солженицыну Игорь Шафаревич:
… И звучит ответ, уже давно заготовленный, но сейчас внедряемый мощью средств массовой информации: причина в русской традиции, русской истории, русском национальном характере (как у Гроссмана). Тут Россия предстаёт даже злой силой, загубившей западные (марксистские?) идеи (растворила, «как царская водка» по Гроссману), «идея социализма, пришедшая к нам с Запада, пала на глухую, придавленную вековыми традициями рабства почву». Россия «дискредитировала сами идеи социализма». Не даром возникший у нас строй называют то «социализмом» (в кавычках), то псевдосоциализмом. «Разве вяжутся с социализмом тюремная организация производства и жизни, отчуждение, крепостное право в деревне?» Да почему же не вяжутся? Наш строй до парадоксальных подробностей совпадает с картинами будущего социалистического общества, кто бы их ни рисовал. Даже посылка горожан в деревню на уборочную была предусмотрена — именно так «классики» представляли себе «преодоление противоречия между физическим и умственным трудом»
Дмитрий Быков (считающий дилогию неделимой) отрицательно отзывался о романе, хотя и не отрицал его значительности: «Прав Лев Аннинский, сравнивший „Жизнь и судьбу“ с „Войной и миром“ — и проницательно заметивший главное несходство: где у Толстого поток, у Гроссмана сухое, зыбучее осыпание, где у Толстого живая влага — у Гроссмана песок… Гроссмана не жаль, даже если знаешь его биографию, — он не предполагает жалости. Не в материале дело, а в стиле, в той почти библейской простоте, к которой автор (несколько нарочито, пожалуй) стремится. И в той высоте взгляда, которая почему-то в случае Толстого естественна, а в случае Гроссмана раздражает… Толстой полемичен, запальчив, подставляется, — а Гроссман вещает. И это вещание раздражает ещё и потому, что говорит он — с толстовским пафосом, с огромным замахом — чаще всего вещи довольно очевидные: о необходимости свободы, о природе фашизма, о том, что отличает живого от мертвого. Гроссман серьезен, трагичен, чист, как Лидия Чуковская, которую подруги называли Немезидой. И от этого, даже когда он абсолютно прав или вполне оригинален, прислушиваться к нему не хочется… Ещё одна проблема гроссмановской книги — …ни одной — ни одной! — шутки, ни даже комического эпизода… главная причина, по которой читатель Гроссмана так пришиблен этой книгой — …отсутствие того главного, что так утешает у Толстого: уклада».
Противопоставляя роман Гроссмана другому эпическому роману, «Виктору Вавичу» Бориса Житкова, Валерий Шубинский писал: «Но что же вдруг резко отвращает в благородной по духу и мастерской по исполнению „Жизни и судьбе“ Гроссмана? Есть в этом романе сцена, где с толстовской обстоятельностью описываются тончайшие оттенки чувств героини… которую ведут в газовую камеру. Но толстовского героя не могут вести в газовую камеру, не могут стереть в лагерную пыль. Его выбор — действительно личный выбор. Логичность его (и авторского) мышления предусматривает осмысленность мира. Сложность и разветвленность человеческого „я“ — его защищенность. Все это относится, разумеется, только к героям „из общества“. Но ведь никто из русских классиков, кажется, и не описал „изнутри“ крепостного крестьянина, которого продают, или николаевского солдата, которого проводят сквозь строй. Им сочувствовали, за них клали жизнь… Однако описывать их не умели». По мнению Шубинского, для событий XX века уместны не традиции классиков, которым стремится следовать Гроссман, а советская проза 1920-х годов, свойственная Платонову, Бабелю и Житкову в «Викторе Вавиче».

В 2007 году американская деловая газета Wall Street Journal назвала роман «Жизнь и судьба» одной из величайших книг двадцатого столетия, а автора — «наследником Толстого». Редакцией сайта «Полка» роман включён в список главных произведений русской литературы:
О том, как «Жизнь и судьба» воспринимается сегодня, трезво высказался критик и поэт Григорий Дашевский. Он заметил, что роман «не назовёшь ни забытым, ни непрочитанным — он включён в школьную программу, даже те, кто его не читал, примерно представляют себе, о чём там речь», однако в культурном сознании он как будто не присутствует: «Пока не начнёшь перечитывать роман, кажется, что там о тоталитарных режимах написано что-то правильное, почти наивное, в традиционной, почти банальной форме». В действительности, считает Дашевский, этот удивительный и сложный текст до сих пор не понят до конца.

## Адаптации
- В 2007 году Лев Додин в Малом драматическим театре поставил спектакль по собственной пьесе, основанной на сюжете романа[22]. Додин поставил в центр событий фигуру рефлексирующего учёного Штрума, который, во многом, уподоблен самому автору.
- Осенью 2011 года театральный департамент Би-би-си создал для британского «Радио 4» 13-серийный радиоспектакль. После этого 900-страничный роман возглавил список бестселлеров Великобритании[7][23].
- Экранизация: в 2011—2012 Сергей Урсуляк снял телесериал «Жизнь и судьба» по сценарию Эдуарда Володарского (его последняя работа).
- В титрах фильма «Сталинград» (2013) указано — «А также сценарий фильма создан по мотивам глав романа Василия Гроссмана „Жизнь и судьба“».